# Степаненко Олександр Данилович
Олександр Данилович Степаненко  (9 квітня 1906, село Ярошівка Белебеївського повіту Уфимської губернії, тепер Республіка Башкортостан, Російська Федерація — 19 січня 1975, місто Одеса) — радянський державний діяч, депутат Верховної Ради УРСР 4-го скликання (1955—1959) і 5-го скликання (1959—1963). Голова виконавчого комітету Одеської міської ради депутатів трудящих (1948—1955), 1-й секретар Одеського міського комітету Комуністичної партії України (КПУ) (1955-1960), Кандидат у члени Центрального Комітету КПУ з січня 1956 по лютий 1960 року.

## Ранні роки
Наприкінці XIX століття багатодітна сім'я Никона Степаненка покинула насиджені місця в Полтавській губернії і рушила на освоєння вільних земель в Уфимській губернії, де й оселилися в селі Ярошівка Белебеївському повіту. 9 квітня 1906 року в родині Данила Никоновича Степаненка народився первісток - Олександр.
У 1914 р. Олександра влаштували в початкове земське училище Белебеївському повіту, яке він успішно закінчив в 1918 р. Після закінчення працював за наймом у заможних селян.
У 1921 р., рятуючись від розрухи і голоду, родина вирішила повернутися до Полтавської губернії, де залишилися родичі. По дорозі, у місті Балашові помер батько, а у місті Балаклії Белебеївському повіту — мати. Маленьких дітей забрали в дитбудинок, а Олександр (15 років) став наймитом у балаклійських заможних господарствах, працював пастухом громадської череди.

## Біографія
У 1922—1924 роках — писар, палітурник Бригадирівської сільської ради Харківської губернії. Союзом Всероботземліс був призначений на посаду секретаря сільського Комітету незаможних (вільних) селян (СКНС).
У липні 1924 р. був відряджений на навчання. З вересня 1924 р.— секретар Балаклійського районного КНС. З 1924 по 1925 перебував на навчанні без відриву від роботи. У 1925—1931 роках — інспектор державного страхування в містах Балаклії і Барвінкове на Харківщині. У серпні 1929 року пройшов чистку.
У 1931—1932 роках — слухач курсів завідувачів районних фінансових відділів при Народному комісаріаті фінансів Української СРР у місті Харкові.
У 1932—1936 роках — завідувач Балаклійського районного фінансового відділу; завідувач Барвінківського районного фінансового відділу Харківської області.
У 1936—1938 роках — студент Ленінградської фінансової академії.
Член ВКП(б) з 1938 року.
У 1938—1940 роках — начальник Харківського обласного управління державного страхування.
З серпня 1940 року по лютий 1941 року — начальник Чернівецького обласного управління державного страхування. Червона Армія увійшла в Буковину.
З лютого 1941 по липень 1941 року — заступник завідувача Чернівецького обласного фінансового відділу. У серпні 1940 р.
З серпня 1941 року по березень 1946 року — в Червоній армії, учасник німецько-радянської війни. У жовтні 1941 р. закінчив інтендантські курси в місті Борисоглєбськ Орловського військового округу.
З жовтня 1941 р. бере участь в бойових діях у складі окремого винищувально - протитанкового батальйону 21-ї стрілецької бригади на посаді начальника фінансової частини. З 1943 року - начальник фінансового відділення 47-ї стрілецької дивізії 4-ї ударної армії 1-го Прибалтійського фронту. З січня 1945 року - начальник фінансового відділення інтендантського відділу 4-ї ударної армії 1-го Прибалтійського фронту..
З серпня 1945 до березня 1946 року — начальник фінансового відділу інтендантського управління Степового військового округу в місті Алма-Аті Казахської РСР. У березні 1946, за клопотанням Наркомфіну СРСР, відповідно до постанови Державного Комітету Оборони (ДКО) у складі 100 осіб колишніх керівних фінансових працівників був демобілізований і направлений у розпорядження Народного комісаріату фінансів УРСР. Наказом міністра фінансів УРСР зарахований в резерв міністерства фінансів і знаходився в резерві до червня 1946 року.
У червні 1946 — січні 1948 — завідувач Одеського обласного фінансового відділу.
5 січня 1948 року на сесії Одеської міської Ради депутатів трудящих обраний головою виконавчого комітету міської Ради. На цій посаді пропрацював до січня 1955 року.
19 січня 1955 року на пленумі міського комітету КПУ обраний 1-м секретарем Одеського міського комітету КПУ. На цій посаді пропрацював до 9 січня 1960 року.
Делегат XVI-XX з'їздів КПУ, делегат XX і XXI з'їздів КПРС. З 1948 по 1960 р. член бюро Одеського міського комітету КП України. З 1955 по 1960 р член бюро Одеського обласного комітету КП України.
У 1960—1962 роках — завідувач Одеського обласного фінансового відділу.
У 1962 — січні 1975 — начальник Одеського обласного управління ощадних кас.
Похований в Одесі на 2-му Християнському цвинтарі.

## Звання
- старший лейтенант інтендантської служби
- майор інтендантської служби

## Нагороди
- два ордени Трудового Червоного Прапора
- Орден Червоної Зірки (26.02.1944)
- Медаль «За бойові заслуги» (28.12.1942)
- Медаль «За оборону Москви»
- Медаль «За перемогу над Німеччиною у Великій Вітчизняній війні 1941—1945 рр.»
- медалі